# 1097
| Calendário gregoriano                                                        | 1097 MXCVII                                          |
| Ab urbe condita                                                              | 1850                                                 |
| Calendário arménio                                                           | 546 – 547                                            |
| Calendário bahá'í                                                            | -747 – -746                                          |
| Calendário budista                                                           | 1641                                                 |
| Calendário chinês                                                            | 3793 – 3794 Início a 16 de janeiro (aproximadamente) |
| Calendário copta                                                             | 813 – 814                                            |
| Calendário etíope                                                            | 1089 – 1090                                          |
| Calendários hindus - Vikram Samvat - Calendário nacional indiano - Cáli Iuga | 1152 – 1153 1018 – 1019 4197 – 4198                  |
| Calendário Holoceno                                                          | 11097                                                |
| Calendário islâmico                                                          | 490 – 491                                            |
| Calendário judaico                                                           | 4857 – 4858                                          |
| Calendário persa                                                             | 475 – 476                                            |
| Calendário rúnico                                                            | 1347                                                 |
| Calendário solar tailandês                                                   | 1640                                                 |

1097 (MXCVII, na numeração romana) foi um ano comum do século XI do calendário juliano, da Era de Cristo, e a sua letra dominical foi D (53 semanas), teve início a uma quinta-feira e terminou também a uma quinta-feira.
No território que viria a ser o reino de Portugal estava em vigor a Era de César que já contava 1135 anos.
| Ano completo                        |
| ----------------------------------- |
| Ano comum com início à quinta-feira |

## Eventos
- Primeira Cruzada:
  - 14 de maio a 19 de junho — Cerco de Niceia.
  - 1 de julho — Batalha de Dorileia: os cruzados liderados pelo príncipe Boemundo de Taranto derrotam um exército seljúcida liderado pelo sultão Quilije Arslã I.
  - 20 de outubro — Os cruzados chegam à cidade de Antioquia, montando cerco no dia seguinte.
- 16 de agosto — Casamento de Pedro I de Aragão com Berta de Itália.
- Outubro — Donaldo III da Escócia é deposto e sucedido pelo seu sobrinho Edgar.
- Canonização de Adelaide da Itália (931-999) pelo papa Urbano II.
- Casamento da princesa imperial bizantina Ana Comnena com Nicéforo Briénio.
- Raimundo Berengário III torna-se conde de Barcelona, Girona e Osona.
- Fundação da Ordem dos Assassinos (Ḥashāshīn) por Haçane Saba .

## Mortes
- Munio Gonçalves, conde das Astúrias  (n. 1030).
- Munio Moniz de Bierzo, conde de Bierzo  (n. 1030).
- Reinaldo II, Conde da Borgonha  (n. 1061).
- Marpa — lotsawa (tradutor de escrituras budistas para tibetano) e quarto grande mestre da escola ou seita budista  Karma-Kagyü, que levou para o Tibete  (n. 1012).